# رمسيس العاشر
خپر- ماعت -رع (بالعربية: رمسيس العاشر) (فرعون مصر بين 1111 ق.م. و1107 ق.م.) تاسع ملوك الأسرة العشرين بمصر القديمة والذي حمل اسم أمن-حر-خبشف  وقت ميلاده. وليس معلوم ما إذا كانت فترة حكمه قد امتد لثلاث أو أربع سنوات، في حين يشير علماء المصريات أن فترة حكمه لم تمتد لتسع سنوات كما كان الزعم سابقا. لقب بعد تتويجه خپر ماعت رع (وتعني عدالة رع الملزمة بالمصرية القديمة)، ويعتقد أنه ابن رمسيس التاسع وزوج الملكة تيتي وإن لم يتم العثور على أي سند تاريخي لإثبات تلك الأنساب، وهو ما أكده عالم المصريات الإنجليزي آيدن دودسون بقوله:
| رمسيس العاشر | لا يوجد أي دليل قاطع لتحديد العلاقة التي تربط أواخر ملوك عصر الرعامسة؛ رمسيس التاسع ورمسيس العاشر ورمسيس الحادي عشر، فإذا ثبت صحة نسبهم لبعضهم البعض كآباء وأبناء ستصبح الملكة تيتي والتي حملت ألقاب الإبنة الملكية والزوجة الملكية والأم الملكية زوجة رمسيس العاشر بالفعل، وهي الحقائق التي لم يتم تمييزها حتى الآن | رمسيس العاشر |

## فترة الحكم
ويعرف عن رمسيس العاشر وفترة حكمه النذر القليل، فلا يعرف عن فترة حكم هذا الملك سوى حالة الاضطراب الأمني التي حلت بالبلاد، وموجات سرقة المقابر الملكية التي بدأت في عهد أسلافه. وازدادت في عهده لتضرب كل مقابر وادي الملوك بلا استثناء. كل ما تم استياقه من معلومات عن فترة حكمه يرجع للعامين الأولين لاعتلائه عرش مصر وما هو مدون في برديتي تورينو أرقام بردية تورينو رقم 1932|1932 و1939، في حين تم العثور على معلومات تخص السنة الثالثة لجلوسه على العرش ضمن مذكرات أحد العمال بدير المدينة والذي ذكر فيها عجز العمال عن إتمام مهامهم في وادي الملوك بسبب التهديدات المستمرة من قبل اللصوص الليبيين. حيث ذكر فيه تغيب عمال دير المدينة عن عملهم خلال الأيام 6، 9، 11، 12، 18، 21 و24 من الشهر الثالث لموسم پْرِت (الشتاء) للعام الثالث من حكم رمسيس العاشر خوفا من «جوالي الصحراء» (وهو الاسم الذي عرف به الليبيين أو المشواشيين) والذين جابوا مصر العليا بحرية تامة، وهو ما يعكس تغلغل الليبيون في المنطقة الواقعة غرب دلتا النيل بمصر السفلى خلال عهد هذا الفرعون، الذي يعد آخر فراعنة مصر الذين حكموا النوبة كما هو مذكور بالنقوش الموجدة بمدينة عنيبة.

## المقبرة

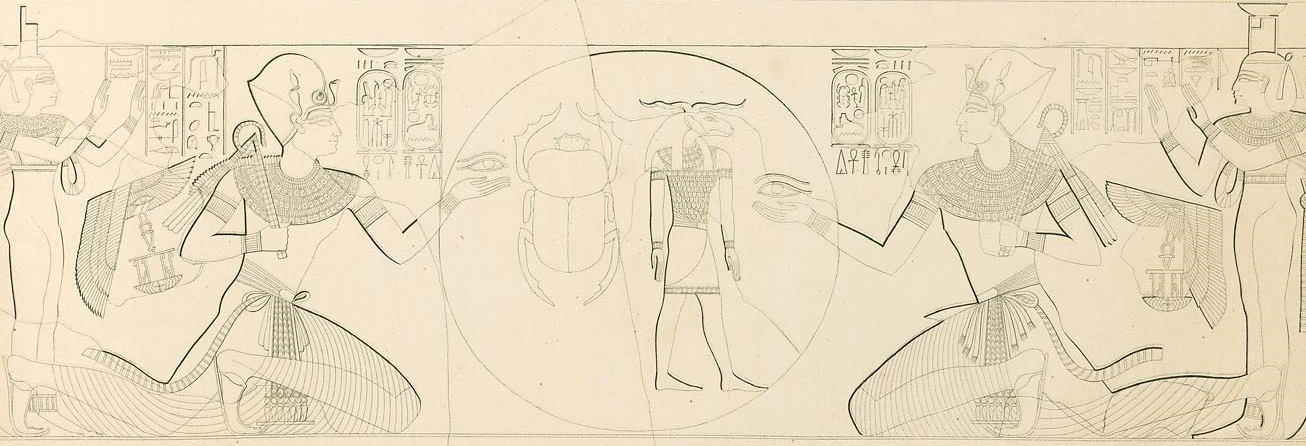
رمسيس العاشر (من اليسار إلى اليمين) من مقبرته (KV18 ، رسم نقله عالم الآثار الألماني ليبسوس.

لرمسيس العاشر مقبرة في وادي الملوك (مقبرة KV18) وهي مقبرة غير منتهية ولا يعرف ما إذا دفن بداخلها أم لا وذلك لعدم وجود أي متعلقات جنائزية تخص الملك داخل المقبرة.

## وصلات خارجية
- مقبرة 18: مقبرة رمسيس العاشر